# Porrectotheca divaricata
Porrectotheca divaricata är en svampart som beskrevs av Matsush. 1996. Porrectotheca divaricata ingår i släktet Porrectotheca, divisionen sporsäcksvampar och riket svampar.   Inga underarter finns listade i Catalogue of Life.